# Samuel Marinus Zwemer
Samuel Marinus Zwemer (1867. április 12. – 1952. április 2.), akit az iszlám apostolnak is neveznek, egy amerikai misszionárius, utazó és tudós. A Michigan állambeli Vrieslandben született. 1887-ben főiskolai diplomát szerzett a Hope Főiskolán (Holland, Michigan), 1890-ben pedig egyetemit a New Brunswick-i Teológiai Szemináriumban (New Brunswick, New Jersey). Teológiából doktori fokozatot 1904-ben a Hope Főiskolán, majd 1919-ben a Rutgers Főiskolán; jogból a Muskingham Főiskolán szerzett 1918-ban.
Miután 1890-ben Iowában, Pella városában a Református Egyház szolgálatára szentelték, 1891-től 1905-ig Baszrában, Bahreinben és más arabok által lakott országokban, településeken volt misszionárius. 1890 és 1913 között az Arab Misszió tagja volt. Zwemer 1913-tól 29-ig Egyiptomban szolgált. Beutazta egész Kisázsiát, és elnyerte a londoni Királyi Földrajzi Társaság kutatói ösztöndíját.
1929-ben kinevezték a Princeton Teológiai Szemináriumban a Missziók Professzorának és a Vallástörténelem Professzorának, ahol 1937-ig tanított. 1896. május 18-án vette el feleségül Amy Elizabeth Wilkes-t. Az Amerikai Missziós Társaság elutasította őt, így egyedül ment a tengerentúlra. Ő alapította, majd 35 éven keresztül szerkesztette "A Muzulmán Világ" c. kiadványt. Az ő befolyásolására ment sok keresztény iszlám országba misszionáriusnak.
70 évesen vonult nyugdíjba a Princeton Teológiai Szemináriumból, de továbbra is írt, publikált, valamint nyilvános beszédeket is adott. Zwemer New York City-ben halt meg 84 éves korában.
Ruth A. Tucker szerint Samuel Zwemer megtértjeinek száma "talán kevesebb, mint egy tucat a majd’ 40 éves szolgálata alatt" és "missziójának legnagyobb eredménye az volt, hogy felhívta a keresztények figyelmét a muzulmánok közötti evangelizáció szükségességére".

## Karrier
A Raymond Lullról szóló életrajzában Zwemer Lull misszióját három területre osztotta, és mi is a Zwemer által felállított kategóriákat használjuk Zwemer szolgálatának leírására: evangelizálás, írás és toborzás.

### Evangelizálás
Zwemer a szolgálata első mérföldkövének Arábiába való érkezését tekintette 1890-ben, hogy közvetlenül a muzulmán közösséggel dolgozzon. Abban az időben az evangelizálás fő módja az irodalom szétosztása és a személyes beszélgetés volt. Zwemer kombinálta a szembesítő- és a békésebb megközelítést Krisztus szeretetének bemutatására, "a diákönkéntesek jellemzőit". Az emberekkel való spontán interakciójáról szóló történetek alapján tehetséges és kreatív evangélista lehetett.

### Írás
A Lullról szóló hagyomány szerint Zwemer "egy autópályányi angol nyelvű könyvet hagyott maga után egy fél évszázadon keresztül". A nagy irodalmi vállalkozásának részeként 1912-ben letelepedett Kairóban, hogy a Nílusi Missziós Nyomdával együtt dolgozva az a "muzulmánoknak szóló keresztény irodalom központjává" válhasson. Az 1910-ben tartott Edinburgh-i Világmissziós Konferencia eredményeként 1911-ben megalapította a negyedévenként megjelenő "Muzulmán Világ"-ot, mert "ha a kereszténység egyházainak kell az Evangéliummal elérnie a muzulmán világot, azt ismerniük kell." 1947-ig volt a szerkesztője, a legtöbb számot saját zsebből fizetve. Megalapította az Amerikai Keresztény Irodalmi Társaságot Muzulmánok Részére, amivel több, mint negyedmillió dollárt gyűjtött össze az evangéliumi irodalom termelésére. Az alkotmánya kifejezte Zwemer azon meggyőződését, hogy a nyomtatott lapnak "egyedülálló értéke, hogy könyv által elérhetik a mohamedánokat az Evangéliummal... így eddig zárt ajtók nyílnak meg a bizonyságtevőknek, akik kitartóan, bátran és hatékonyan tudják hirdetni az Evangéliumot." Zwemer missziós stratégiai programjában úgy tekintette a nyomtatott oldalt, mint "a nemzet gyógyulásának lapjait".

### Toborzás
Zwemer harmadik mérföldköveként elfogadta a princetoni főiskola professzori állását 1929-ben, így kijelölve misszionáriusi mozgalmának felkészítési- és toborzási területét, bár ez karrierjének mindig is jelentős szempontja volt. Egy hosszabb szabadság idején az SVM utazó képviselője volt; misszióra motiváló beszédei legendásak. Útvonala herkulesi volt: 1914-ben Amerikában 113 nap alatt 151 különböző címet adott meg. W.H.T. Gairdner úgy nevezte "ő a két lábon járó gőzgép". Adománygyűjtő tehetsége lenyűgöző volt, egy év alatt 32.886 dollár támogatást gyűjtött a Külföldi Missziók Református Kuratóriumának, pedig akkoriban egy misszionárius fizetése évente csak 900 dollár volt. J. Christy Wilson Jr. így foglalta össze: "Speer és Zwemer valószínűleg több fiatal férfit és nőt indított misszióra, mint bármely két keresztény a történelem folyamán".

## Hagyaték
A közvetlen úttörő munkájának eredményeként négy missziós állomást állítottak fel, bár csak kevés "megtérő mutatott bátorságot hite vállalására." Ez az eredete a bahreini Szent Kristóf Székesegyháznak. Lehetetlenség tudni, hány emberre volt hatással az a rengeteg traktátus és Szentírás, amiket szétosztottak. Könyvei még ma is jelentős különbséget idéznek elő, és a negyedévenként megjelenő publikációi megmaradtak jelentős folyóiratnak. A diákönkéntesek mozgalmának köszönhetően, amihez Zwemer neve erősen kötődik, 14.000 fiatal ment misszióba.

## Hit

### Teológia
Szülei kálvinizmusát követve, Zwemer teológiájában mindenben meglátta Isten fennhatóságát. A Bibliát követte hitében és szolgálatáról való gondolkodásában, ez érződött szókincsén is. Tanulmányozta az Istenről szóló iszlám tanítást, éles vonalat húzva közé és a Biblia Istene közé, de idővel finomodott a véleménye. Értékelte az iszlámok által alkotott átfogó képet Istenről, úgy tekintve azt, mint a "kelet kálvinizmusát", a Basmillát kirakta kairói íróasztala fölé, sőt még "A Muzulmán Világ" borítójára is rányomtatta. Az iszlám erősségének tartotta az egyistenhitet, de megértette a hiányosságukat is. Számára a Szentháromság megértése nélkül Isten megismerhetetlen és személytelen. Éppen ezért a megtestesülés és engesztelés tanait nagy becsben tartva nagy műveket írt ezekben a témákban: "A jászol dicsősége" és nagy kedvencét "A kereszt dicsősége" címmel. Bár ez akadály volt a muzulmánoknak, ő mégis úgy látta őket, mint akiknek létfontosságú az evangelizálás. Zwemer Istene dicsőséges és mindenre kiterjedő: "Soha ne elégedj meg a kompromisszumokkal vagy engedményekkel, követelj inkább "feltétel nélküli önfeladást".

### Missziólógia
Zwemer mindent felölelő Isten-látása volt missziológiájának a hajtóere: "A fő küldetés vége nem az emberek üdvössége, hanem az Isten dicsősége." Közvetlenül Kálvintól jön a látása: "Isten úgy teremtette a világot, hogy az az Evangélium terjedésén keresztül dicsőségének színháza legyen." Ez volt az a rendíthetetlen hit a végtelen erőben és Isten fennhatóságában, ami "A Lehetetlen dicsőségének" bemutatásaként Zwemert az "iszlám bölcsőjéhez" vonta. Bizalma a Közel-Keleten terjedő Evangélium győzelmében megingathatatlan volt. Mégis, a missziológia győzelmét alapvetően a kereszt formálta: "Krisztus a hódító, aki mindig a veszteségen, megaláztatáson és szenvedésen keresztül nyert győzelmet." Ez aligha maradt elméleti tudás Zwemernek, hiszen a bátyját és két lányát vesztette el. Vander Werff Zwemer a missziólogiai megközelítését "krisztusközpontú antropológiaként" írja le, vagyis a muzulmánok legnagyobb szüksége az evangélium üzenete, szemben a nyugati civilizációval, illetve az "emberbaráti oktatási programokkal". Zwemer a következő módon foglalja össze missziós hitvallását: "Ha Isten szuverenitása a kiindulópontot, Isten dicsősége a cél, Isten akarata a motívum, a missziós vállalkozás szembe tud nézni a legnehezebb missziós feladattal – a muzulmán világ evangelizációjával".

### Ekkléziológia
Zwemernek az Egyház drága volt, mert az valóban "Isten Egyháza, amiért saját vérével fizetett." Nézete a felekezetekről ökumenikus és nagylelkű, messze a református hagyományokban mutatott egyházi tendenciáktól. Az általa létrehozott Arab Kuratórium határozottan "felekezetmentes". Képes dicsérni VII. Gergely és III. Ince pápát. Várta azt a napot, amikor az ortodox egyházak csatlakoznak hozzá a muzulmánok evangelizálásában. A Muzulmán Világ első számában kijelentette, hogy célja nem az egyház viszályának vagy törésének ábrázolása, hanem az ige legjobb értelemben vett széles körű értelmezése." Mottója: "Legfőbb dolog az egységre való törekvés, nem lényeges a szabadság, ha mindenben ott a szeretet." Ezúttal tisztán és precízen beszélt a lényegről. Ilyen vágyat az ökumenizmus iránt az iszlám misszió iránti szenvedélye táplált: "a kockán forgó kérdések túl fontosak és sürgősek, ezért az egység a legfontosabb."

## Munkássága
A The Moslem World, negyedéves tudományos folyóirat szerkesztése mellett – 37 kötet (1911-47), és a Quarterly Review (London) mellett, a következő könyveket írta:
- Arabia, the Cradle of Islam (1900) –
- Topsy Turvy Land (1902), with his wife, Mrs. Amy E. Zwemer –
- Raymond Lull (1902) –
- Moslem Doctrine of God (1906)
- The Mohammedan World of Today (1906)
- Islam: a challenge to faith: studies on the Mohammedan religion and the needs and opportunities of the Mohammedan world (1907)
- Our Moslem sisters: a cry of need from lands of darkness interpreted by those who heard it, (1907) — edited with Annie van Sommer
- The Moslem World (1908) –
- The Nearer and Farther East: Outline studies of Moslem lands, and of Siam, Burma, and Korea (1908), with Arthur Judson Brown –
- The Unoccupied Mission Fields (1910)
- The Moslem Christ (1911)
- The Unoccupied Mission Fields of Africa and Asia (1911) –
- Daylight In The Harem: A New Era For Moslem Women (1911) — Papers on present-day reform movements, conditions and methods of work among Moslem women read at the Lucknow Conference
- Zigzag Journeys in the Camel Country (1912) –
- Childhood in the Moslem World (1915)
- Mohammed or Christ? An account of the rapid spread of Islam in all parts of the globe, the methods employed to obtain proselytes, its immense press, its strongholds, & suggested means to be adopted to counteract the evil (1916) –
- The Disintegration of Islam (1916) — student lectures on missions at Princeton TS –
- A Moslem Seeker after God: Showing Islam at its best in the life and teaching of al-Ghazali, mystic and theologian of the eleventh century (1920) –
- The Influence of Animism on Islam : An Account of Popular Superstitions (1920) –
- The Law of Apostasy in Islam (1924)
- Moslem Women (1926), with his wife, Mrs. Amy E. Zwemer
- The Glory of the Cross (1928)
- Across the world of Islam (1929)
- The exalted name of Christ (1932), translated from Arabic by Oskar Hermansson and Gustaf Ahlbert, assisted by Abdu Vali Akhond
- Thinking Missions with Christ (1934)
- Taking hold of God : studies on the nature, need and power of prayer (1936) –
- It's Hard To Be A Christian: Some Aspects of the Fight for Character in the Life of the Pilgrim (1937)
- The Solitary Throne, addresses Given at the Keswick Convention on the Glory and Uniqueness of the Christian Message (1937)
- The Golden Milestone : Reminiscences of Pioneer Days Fifty Years in Arabia (1938), with James Cantine –
- Dynamic Christianity and the World Today (1939)
- Studies in Popular Islam: A Collection of papers dealing with the Superstitions & Beliefs of the Common People (1939)
- The Glory of the Manger: Studies on the Incarnation (1940)
- The Art of Listening to God (1940)
- The Cross Above the Crescent (1941)
- Islam in Madagascar (1941)
- Into All the World (1943)
- Evangelism Today: Message Not Method (1944)
- The Origin of Religion: Evolution or Revelation  (1945) — based on the Smyth Lectures 1935
- Heirs of the Prophets (1946)
- A factual survey of the Moslem world with maps and statistical tables (1946)
- The Glory of the Empty Tomb (1947)
- How Rich the Harvest (1948)
- Sons of Adam: Studies of Old Testament characters in New Testament light (1951)
- Social And Moral Evils Of Islam (2002) — reprint of an earlier work

Az Omán és a Trucial part (mai Egyesült Arab Emírségek) területein való utazásairól is írt cikket, ami arról híres, hogy az Abu Dhabiban lévő Qasr al-Hosn-ról legkorábbi ismert képet tartalmazza:
- Three Journeys in Northern Oman (1902), The Geographical Journal, Vol XIX, No1

## Továbbá
- San Geronimo
- William Whiting Borden

## Nyomtatásban megjelent (2007)
- Call to Prayer Diggory Press, ISBN 978-1-84685-290-9
- Heirs of the Prophets Diggory Press, ISBN 978-1-84685-356-2
- Raymund Lull: First Missionary to the Moslems Diggory Press, ISBN 978-1-84685-301-2
- The Glory of the Cross Diggory Press, ISBN 978-1-84685-353-1
- The Law of Apostasy in Islam Diggory Press, ISBN 978-1-84685-300-5
- The Moslem Christ Diggory Press, ISBN 978-1-905363-12-4
- The Moslem Doctrine of God Diggory Press, ISBN 978-1-84685-240-4
- The Moslem World
- The Influence of Animism on Islam: An Account of Popular Superstitions

### Magyarul
- A mohamedánizmus mai helyzete Bulgáriában; Református Külmissziói Szövetség, Bp., 1932 (Külmissziói füzetek)